# Кінбурнська баталія (1855)
Атака Кі́нбурну — морське бомбардування і захоплення союзним британо-французьким флотом фортеці Кінбурн під час Кримської війни. Перший в історії випадок застосування броненосців у бою.

## Склад сил сторін
Чисельність коаліційного флоту становила 50 британських і 40 французьких кораблів різних класів, а також три броненосні плавучі батареї, притягнені морем на буксирах з Тулону, які відіграли вирішальну роль в битві.
Броненосні батареї являли собою несамохідні судна тоннажем 1400 тон, довжиною 55, завширшки 13 і осадкою 2,8 м. Вони були побудовані з деревини, але мали броню завтовшки до 35 см, покладену на дерев'яну підкладку. Озброєння становило 18 50-фунтових мортир на батарейній палубі. Судна мали спеціальні броньовані надбудови — командні пункти.
На кораблях і суднах знаходилося до 9500 осіб десанту.
Кінбурнська фортеця мала 70 гармат, головним чином, 24-фунтового калібру, дві дев'ятигарматні батареї було висунуто в північну частину коси — ближче до фарватеру. Гарнізон нараховував 37 офіцерів і 1427 солдатів.

## Хід баталії

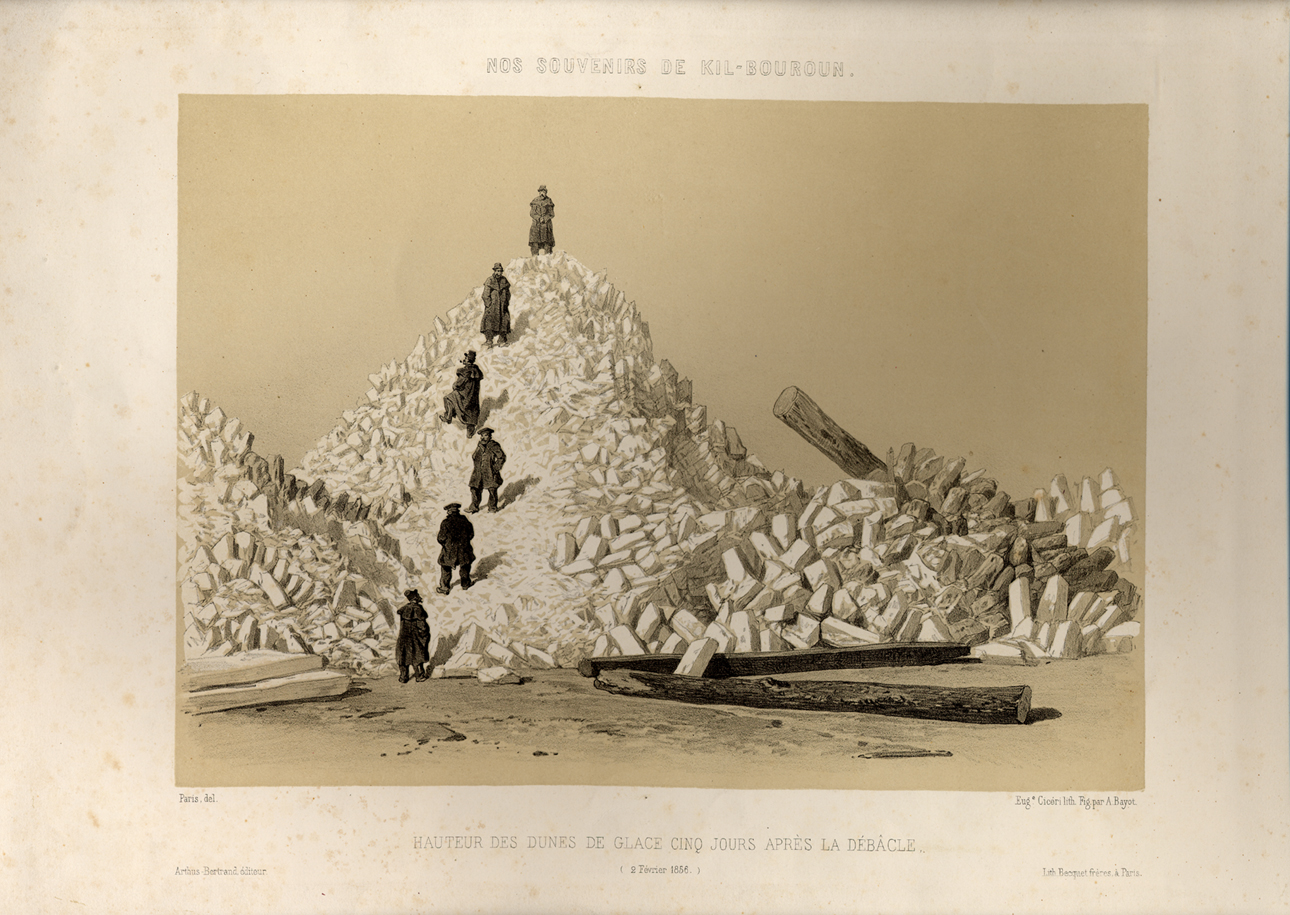
Кінбурнська фортеця після нищівного бомбардування 17 жовтня 1855 року

Британо-французький флот на чолі із адміралом Брюа, який вийшов з Балаклавської і Комишової бухт під Севастополем, 14 жовтня 1855 року став на якір недалеко від Кінбурнської коси, якою закінчується Кінбурнський півострів.
Перший союзний десант був висаджений на косу в ніч на 15 жовтня. Десантники відразу окопалися. Вранці британо-французька ескадра розпочала бомбардування фортеці, але через шторм змушена була його припинити. Обстріл продовжився 17 жовтня. Після п'ятигодинного бомбардування майже усі батареї Кінбурну були придушені. Фортеця капітулювала.
Згодом за умовами Паризької мирної угоди, Кінбурнська фортеця була розібрана.

## Воєнно-теоретичне значення бою
Бомбардування Кінбурну є одним з яскравих прикладів дій флоту проти берега. В цей період корабельна броня виявилася невразливою для берегових гармат: снаряди відбивалися від броньових палуб не завдаючи їм суттєвої шкоди. Що і обумовило врешті-решт перемогу флоту.
Аналіз битви став поштовхом до будівництва захищених бронею кораблів. Крім того, після нього деякі військові теоретики дійшли думки про недоцільність будівництва приморських фортець. Тим не менш і надалі укріплені берегові батареї зберегли своє значення для берегової оборони, оскільки відсутність вагових обмежень дозволяла посилювати їх захист від артилерійського вогню.